# Kis sándorpapagáj
A kis sándorpapagáj (Alexandrinus krameri), korábbi nevén örvös sándorpapagáj, a madarak (Aves) osztályának papagájalakúak (Psittaciformes) rendjébe, ezen belül a szakállaspapagáj-félék (Psittaculidae) családjába tartozó faj.
Tudományos nevét Wilhelm Heinrich Kramer osztrák természettudósról kapta.
Magyar nevében a „sándor” Nagy Sándor makedón királyra utal, mivel ő volt az első, aki ilyen madarat hozott Európába.

## Előfordulása
Közép-Afrikában a kontinenst kelet-nyugati irányban átszelő sávban honos, valamint az indiai szubkontinens legnagyobb részén, keleten Mianmarig. Németországba a Rajna-vidékére, Hollandiába, valamint Angliába is betelepítették, itt manapság kisebb populációi élnek a szabad természetben. Valamint Róma parkjaiban is számos rajban megtalálható. A Handbook of alien species in Europea  (DAISIE, 2009) szerint a száz legveszélyesebb európai invazív faj közé tartozik.

## Alfajai
- Alexandrinus krameri krameri - Nyugat-Afrikában Guineától, Szenegáltól és Mauritánia déli részétől keletre egészen Uganda nyugati részéig és Szudán déli részéig valamint délre egészen a Dél-afrikai Köztársaság keleti területéig előfordul.
- Alexandrinus krameri parvirostris - Etiópia északi részén, Szomália északnyugati területein és Szudánban a Szennár területen él.
- Alexandrinus krameri manillensis - India középső és déli részén, Srí Lanka szigetén és Bangladesben őshonos. Fogságból megszökött egyedekből alakult vagy mesterségesen betelepített populációi élnek Európában, Észak-Amerikában és Ausztráliában is.
- Alexandrinus krameri borealis - Pakisztán keleti részén, Észak-Indiában, Nepálban és Mianmar középső területein honos.

Korábban e faj alfajának vélték a ma már önálló fajként kezelt mauritiusi sándorpapagájt (Alexandrinus eques) is. A DNS elemző genetikai vizsgálatok bebizonyították, hogy ez a kis sándorpapagájtól oly elszigetelten élő faj valóban önálló faj, de nagyon közel áll a kis sándorpapagájhoz.

## Megjelenése
Testhossza 38–42 centiméter (25 centiméteres farkával együtt), szárnyfesztávolsága 42–48 centiméter és testtömege 120–150 gramm. A hímet a fekete torka különbözteti meg a tojótól. Harmadik életévében keskeny rózsaszínű gyűrű képződik a nyaka körül. A tollazata világító zöld; a hosszú, hegyes farok felső része kékeszöld. A lábujjak erősek és hajlottak, hogy a madár meg tudjon kapaszkodni az ágakon. A táplálékot is képes ügyesen megfogni és a csőréhez vinni. A csőr fénylő piros, nagyon erős és görbe.
|  |  |

## Életmódja
Az örvös sándorpapagáj társas lény. Tápláléka gyümölcsökből, bogyókból és dióból áll.

## Szaporodása
Az ivarérettséget kétéves korban éri el. A költési időszak Afrikában augusztustól novemberig, Indiában decembertől júniusig tart. A fészekalj 3-4 fehér tojásból áll. A tojásokon mindkét szülő 22-24 napig kotlik. A fiatal papagájok 40-50 nap múlva repülnek ki. Nem mindegyik fióka marad meg.

## Képek

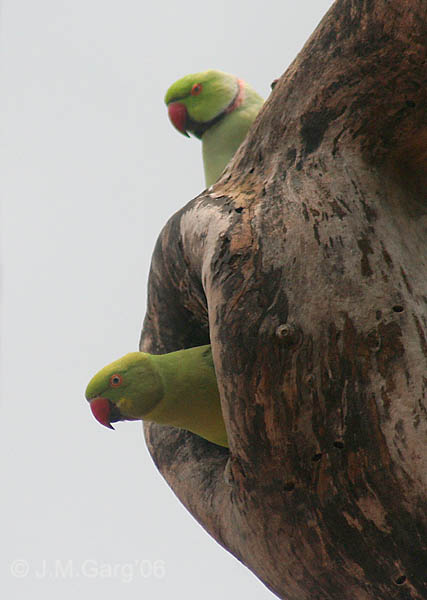
Kis sándorpapagájok Kalkuttában
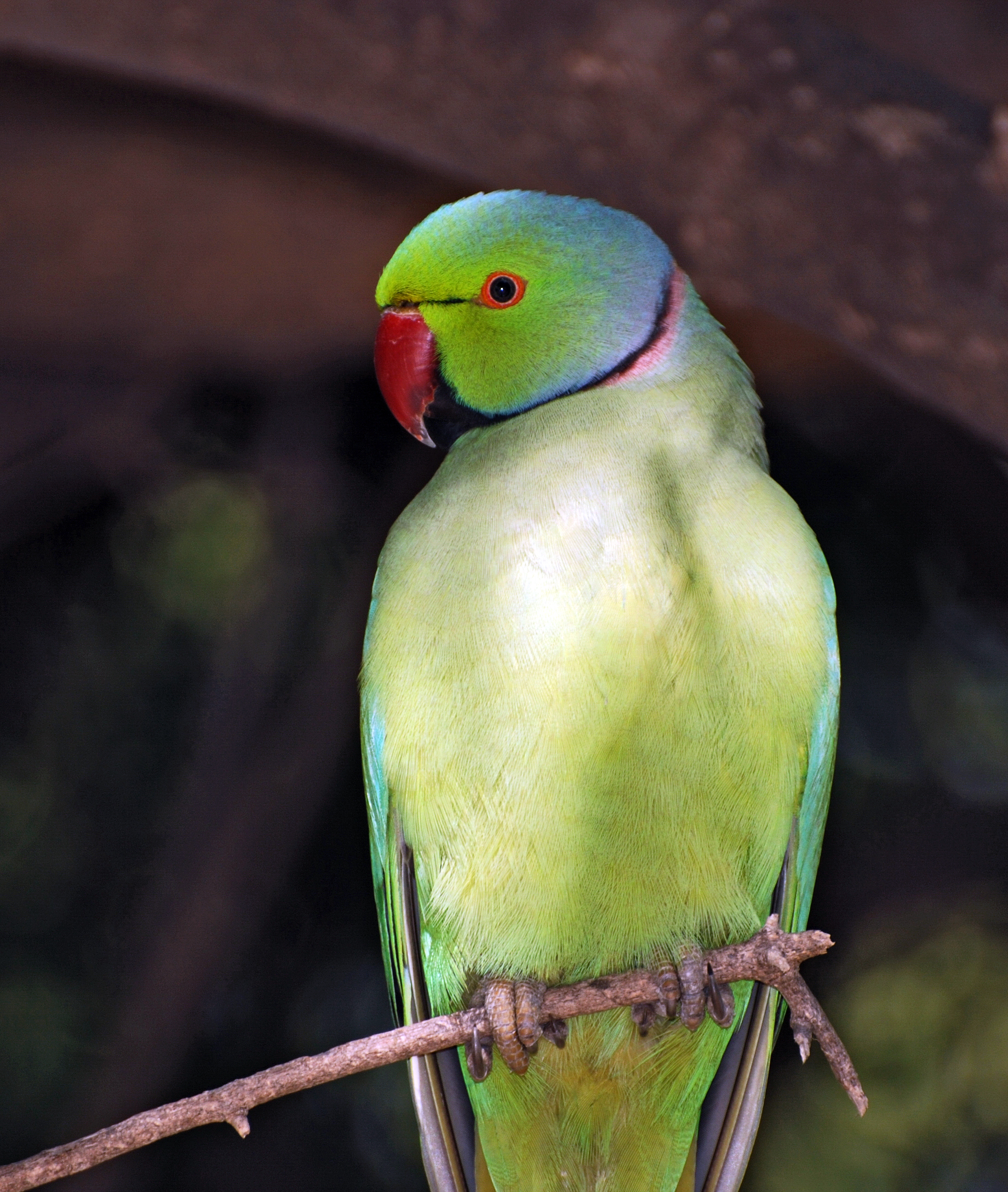
Hím egyed
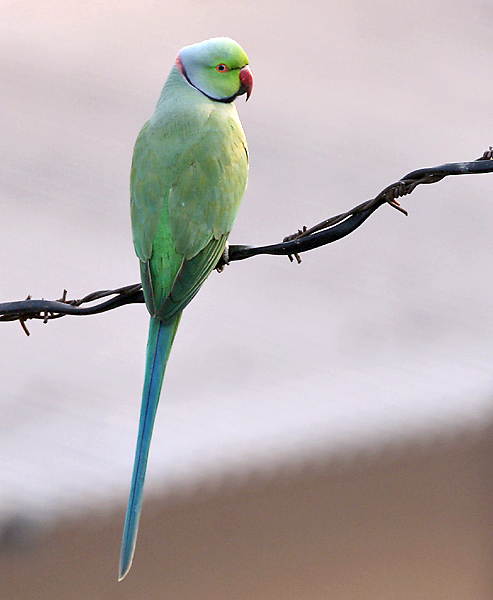
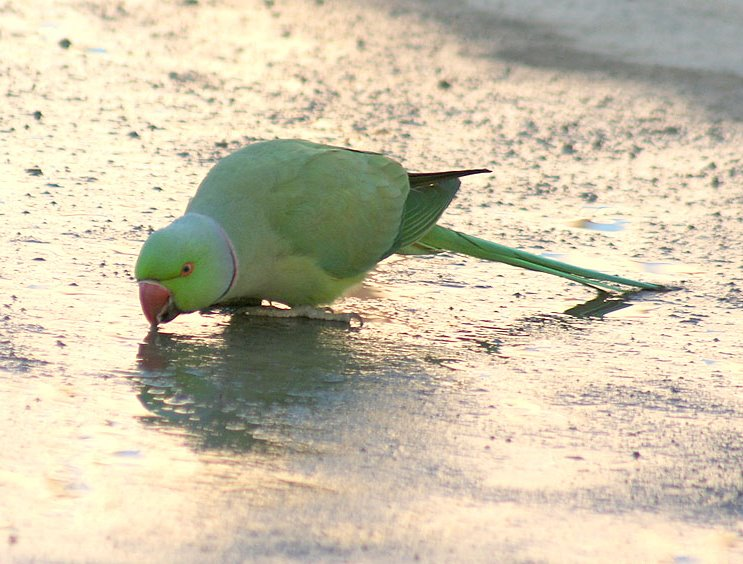
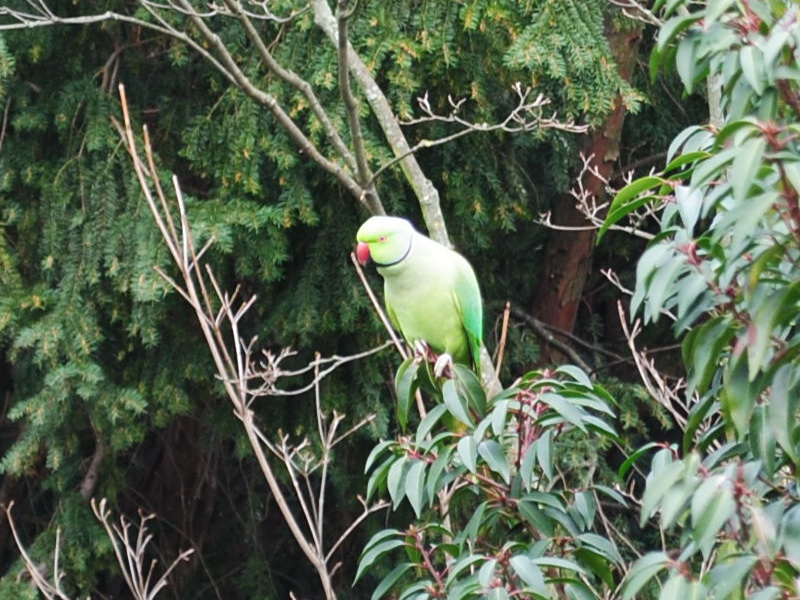
Kis sándorpapagáj a kölni Rheinparkban
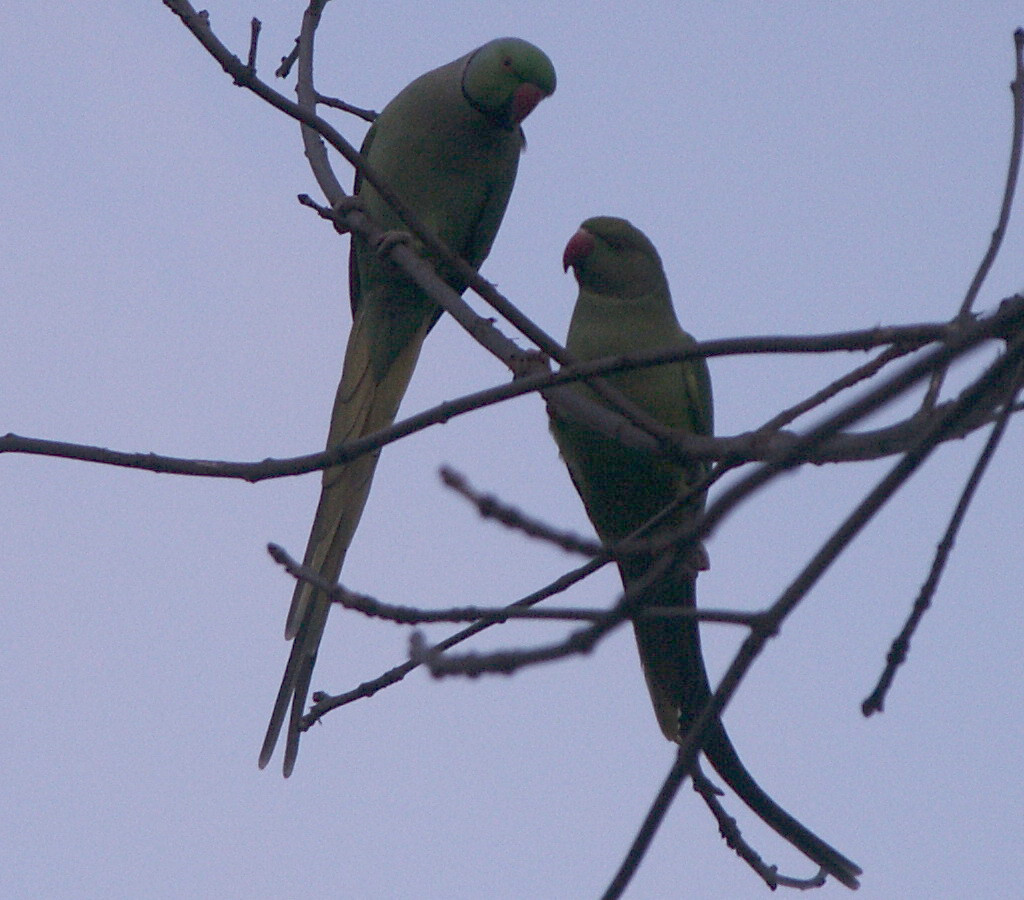
Kis sándorpapagáj a ramsgate-i Ellington parkban
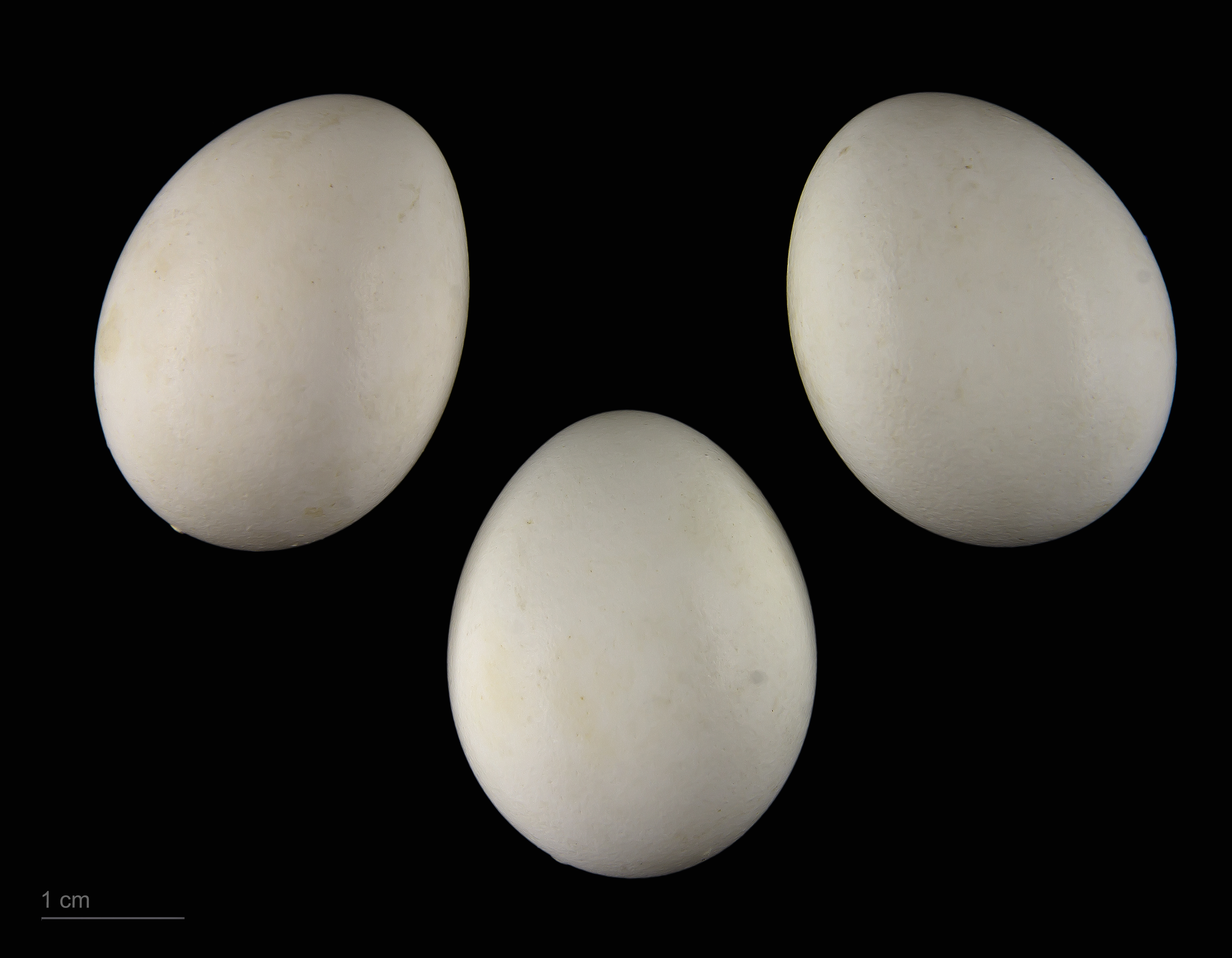
Tojásai